# Alfonso Clemente de Aróstegui
Alfonso Clemente de Arostegui y Cañavate (Villanueva de la Jara, 5 mars 1698 - Madrid, 2 octobre 1774) était un évêque, écrivain, juriste et diplomate espagnol.
Il a étudia à l'Université de Salamanque et l'Université d'Alcalá de Henares, et travailla à l'Université Complutense (départements : Instituta et Décret), à la mairie de Saragosse, à la Rote romaine, en tant que plénipotentiaire ministre intérim de l'Espagne à Rome, comme ambassadeur à Rome, au Conseil de Castille, à l'Académie royale des beaux-arts de San Fernando, en tant que commissaire royal de la Sainte Croisade, au sein du Conseil d'État et comme membre de la Maison de Castille.
Il donna tous ses livres au collège du Seminario de San Julián à Cuenca, en laissant deux revenus pour soutenir des bibliothécaires et les étagères correspondantes, et deux bourses d'études.

## Œuvres
- Concordia patoralis super iure diocesano inter episcopos et praelatos inferiores, Alcalá de Henares, 1734.
- De historia ecclesiae hispaniensis excolenda exhortatio ad hispanos Roma, 1747.
- Historia de la ciudad de Osma y de la ereccion de su obispado, escrita en latin por D. Alfonso Clemente de Arostegui, manuscrit.